# Dimokratikó Kómma
Dimokratikó Kómma (DIKO), "Demokratiska partiet", är ett centerpolitiskt parti på Cypern, grundat 1976 av Spyros Kyprianou. Efter Europaparlamentsvalet 2004 satt partiets Europaparlamentariker i Gruppen Alliansen liberaler och demokrater för Europa (ALDE), dock utan att tillhöra något europeiskt parti. Sedan Europaparlamentsvalet 2009 sitter partiets Europaparlamentariker istället i Progressiva förbundet av socialdemokrater i Europaparlamentet (S&D).
I Europaparlamentsvalet 2004 fick partiet 17,1 % av rösterna och blev således det tredje största partiet på Cypern. I det nationella parlamentsvalet 2006 fick partiet 17,9 % och 11 av de totalt 56 mandaten. I Europaparlamentsvalet 2009 fick partiet 12,3 % av rösterna, det vill säga en minskning på tre procentenheter jämfört med valet 2004. Partiet kunde dock behålla sitt mandat och förblev också det tredje största partiet på ön.